# Aptitud (biologia)
L'aptitud (presentada sovint com a {\displaystyle w} en els models de genètica de poblacions) és un concepte essencial en la teoria de l'evolució i descriu la capacitat d'un individu amb un cert genotip de reproduir-se. Normalment és igual a la proporció dels gens de l'individu que es troben en els gens totals de la següent generació. Si les diferències entre diferents genotips afecten l'aptitud, aleshores les freqüències dels genotips canviaran al llarg de les generacions; els genotips amb més aptitud esdevindran més comuns. Aquest procés rep el nom de selecció natural.
En termes genètics es pot definir com la contribució mitjana d'un al·lel a les generacions següents:
{\displaystyle W=(l)(m)}
on W =Adequació absoluta; l = Supervivència i m = fecunditat.
L'adequació relativa és una mesura utilitzada per a comparar diverses adequacions en què aquestes són relativitzades respecte a alguna altra adequació (sovint la més alta).
L'esperança de vida de l'individu, sempre que no afecti directament o indirecta la propagació sigui d'uns gens o genotips, no hi formaria part.
Cal no confondre-ho amb el terme fitnes, referit a l'esport, tot i que l'aptitud en anglès es coneix també com a fitness.

## Història
El sociòleg britànic Herbert Spencer va encunyar la frase «supervivència del més apte» en la seva obra del 1864 Principles of Biology per tal de descriure el que Charles Darwin va referir-s'hi com a selecció natural.
Més endavant, el biòleg J. B. S. Haldane va ser el primer que va quantificar l'aptitud. Ho feu en els termes de la síntesi evolutiva moderna entre el darwinisme i la genètica mendeliana amb l'article del 1924 A Mathematical Theory of Natural and Artificial Selection. El proper avanç fou la introducció del concepte d'aptitud inclusiva pel biòleg W. D. Hamilton el 1964 en l'article The Genetical Evolution of Social Behaviour.